# قاي ويلكس
قاي ويلكس (بالإنجليزية: Guy Wilks)‏ مواليد 22 يناير 1981، هو سائق راليات بريطاني بدأ مسيرته في سنة 2002. كان أول رالي له هو رالي السويد 2002. تسابق في بطولة العالم للراليات. تسابق في رالي التحدي عبر القارات. نافس في بطولة رالي كروس العالمية. صعد على المنصة 0 مرة خلال مسيرته.

## فرق مثلها
- شكودا أوتو
- ميتسوبيشي
- شركة فورد
- سوزوكي

## روابط خارجية
- قاي ويلكس على موقع Rallye-info.com (الإنجليزية)
- قاي ويلكس على موقع eWRC-results.com (الإنجليزية)